# 范公稷
范公稷（1890年6月21日—1959年5月17日），也譯作范公則，字愛民，越南宗教人物，高台教创立早期的领导人之一。
范公稷出生在越南南部湄公河三角洲一带新安省的新安市（今属隆安省）。他是高台教最早的十二位信徒之一，并成为高台教最重要且最具有权威性的领袖，在高台教的构建和完善宗教结构过程中起到重要作用。他领导的西宁支派后来成为越南南部最具有影响力的高台教派系。
1925年，他与高琼琚、高怀创被认定为高台教第一批通灵者，范公稷被任命为高台教“护法”（Hộ Pháp）。1926年，高台教获得法属交趾支那殖民政府的承认。1927年，范公稷被殖民政府调去柬埔寨，获得建立高台教传教组织的机会。
1934年，权教宗黎文忠逝世后，范公稷成为高台教最高领袖，建立了许多其他高台教的宗教组织。1936年2月14日，他在西宁省和城县开始建设西宁圣座。在他的领导下，高台教势力迅速壮大。法国殖民政府注意到这个组织严密、发展迅速的新兴宗教，觉得非常可疑，于1941年将范公稷及五位高台教高层领袖流放到马达加斯加，并出动军队占领了印度支那各地的高台教宗教建筑。法国在二战后恢复了其在印度支那的统治，而反法抗议的浪潮日益高涨。法国殖民政府不得不释放范公稷回国，以对抗日益崛起的越盟。范公稷承诺高台教不会攻击法国人，但并非所有高台教领袖遵守他的要求。1946年，高台教领袖陈光荣与法国殖民政府签订条约。范公稷回归成为高台教西宁支派的领袖。与其他高台教信徒一样，他与法国人合作以求自保。
1954年，越南国元首保大帝邀请范公稷作为越南代表团的顾问，出使瑞士日内瓦。范公稷前往巴黎，防止越南被分割。然而他的游说失败了，于是便回到越南。范公稷访问台湾和大韩民国，会见了两国的领袖。1955年，将军阮成芳将军获得吴廷瑈的非正式任命，并在吴的鼓动下出动军队攻打西宁圣座，对高台教内部反对吴廷琰政权的人发动清洗。范公稷流亡到柬埔寨寻求政治避难。1959年在金边逝世。